# Wolfgang Würfel

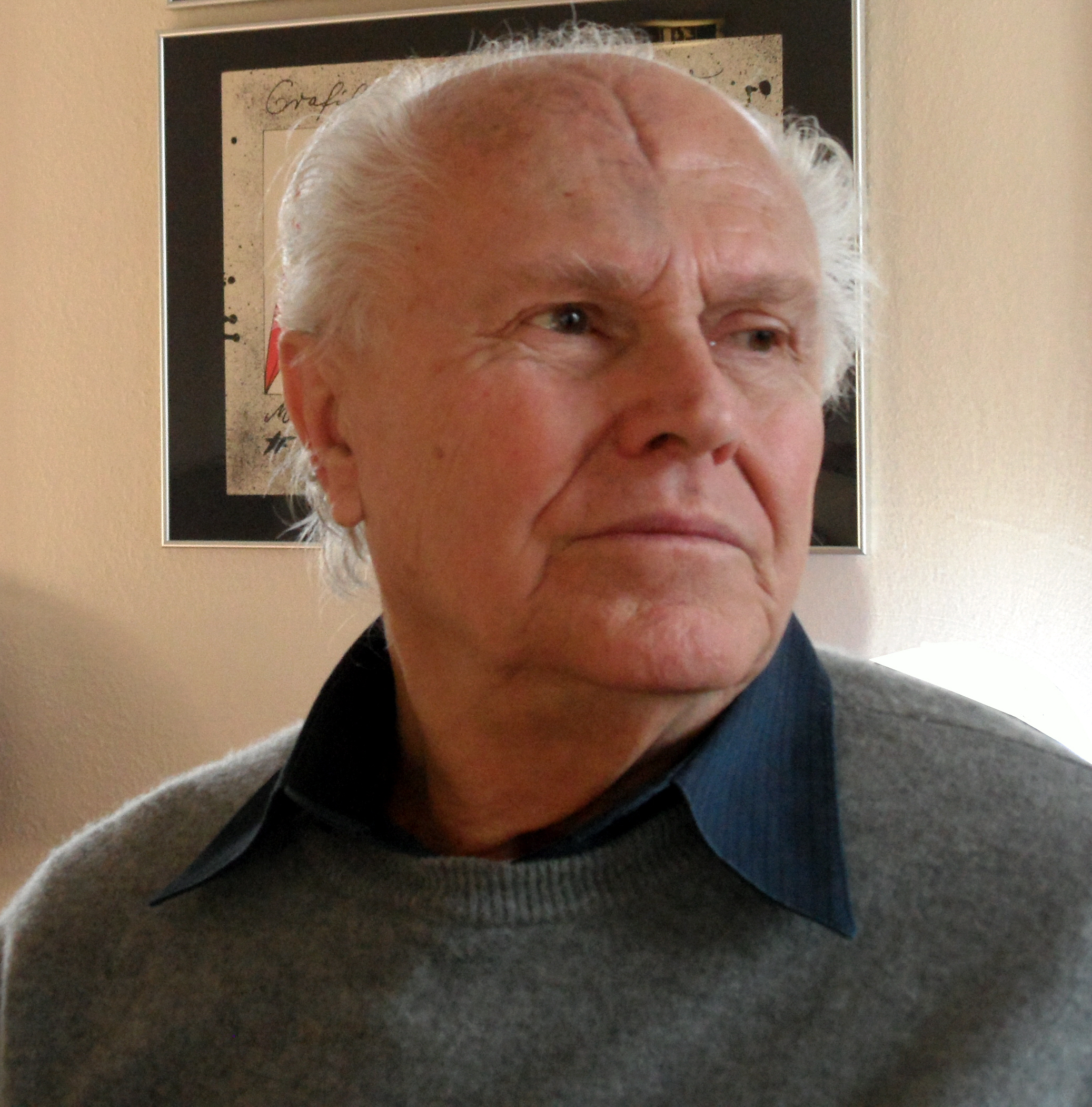
Wolfgang Würfel, 2011

Wolfgang Würfel (* 31. März 1932 in Leipzig; † 26. Januar 2025 in Berlin) war ein deutscher Grafiker, Illustrator und Maler.

## Leben und Werk
Die Familie Würfels zog nach dem Zweiten Weltkrieg aus Leipzig nach Plaue, wo sein Vater als Gutsverwalter arbeitete. Würfel besuchte die Grund- und Mittelschule in Flöha. Von 1946 bis 1949 absolvierte er eine Lehre im Malerhandwerk und schloss mit der Gesellenprüfung ab. Nebenher ging er zum abendlichen Aktzeichnen zur Volkshochschule in Chemnitz.
1949 wurde er an der Kunsthochschule Dresden (heute: Hochschule für Bildende Künste Dresden) angenommen. Das Studium konnte er aber aus finanziellen Gründen nicht aufnehmen, weil er wegen seiner „bürgerlichen“ Herkunft kein Stipendium bekam. Von 1950 bis 1955 studierte er an der Kunsthochschule Berlin-Weißensee Hochschule für Gestaltung bei Arno Mohr und Ernst Rudolf Vogenauer. Hier belegte er auch Gastvorlesungen bei Werner Klemke, der ihn zur Illustration und den grafischen Techniken, wie Holzstich, anregte. Ab 1951 arbeitete Würfel erstmals im Rahmen der Weltfestspiele der Jugend für die DEWAG. Dort wurde er mit gebrauchsgrafischen Arbeiten betraut, womit er sein Studium finanzieren konnte. 1955 beendete er sein Studium mit einer Diplomarbeit zu Lion Feuchtwanger und begann eine freiberufliche Tätigkeit als Maler und Grafiker. Von 1977 bis 2023 lebte Wolfgang Würfel in Glienicke/Nordbahn und seitdem in Berlin-Oberschöneweide.
Würfel war einer der produktivsten Buchgraphiker der DDR. Er illustrierte über 200 Bücher mit Belletristik, Kinderbücher, Schul- und Lehrbücher. Dabei bediente er sich vor allem der Techniken des Holzstichs, der Schabkunst, Ölgrafik und Federzeichnung. Von 1968 bis 1991 illustrierte er um die tausend Feuilletons von Heinz Knobloch, die unter der Rubrik „Mit beiden Augen“ in der Wochenpost erschienen. Für den Progress-Filmvertrieb entwarf er Filmplakate.
Würfel war bis 1990 Mitglied des Verbands Bildender Künstler der DDR.

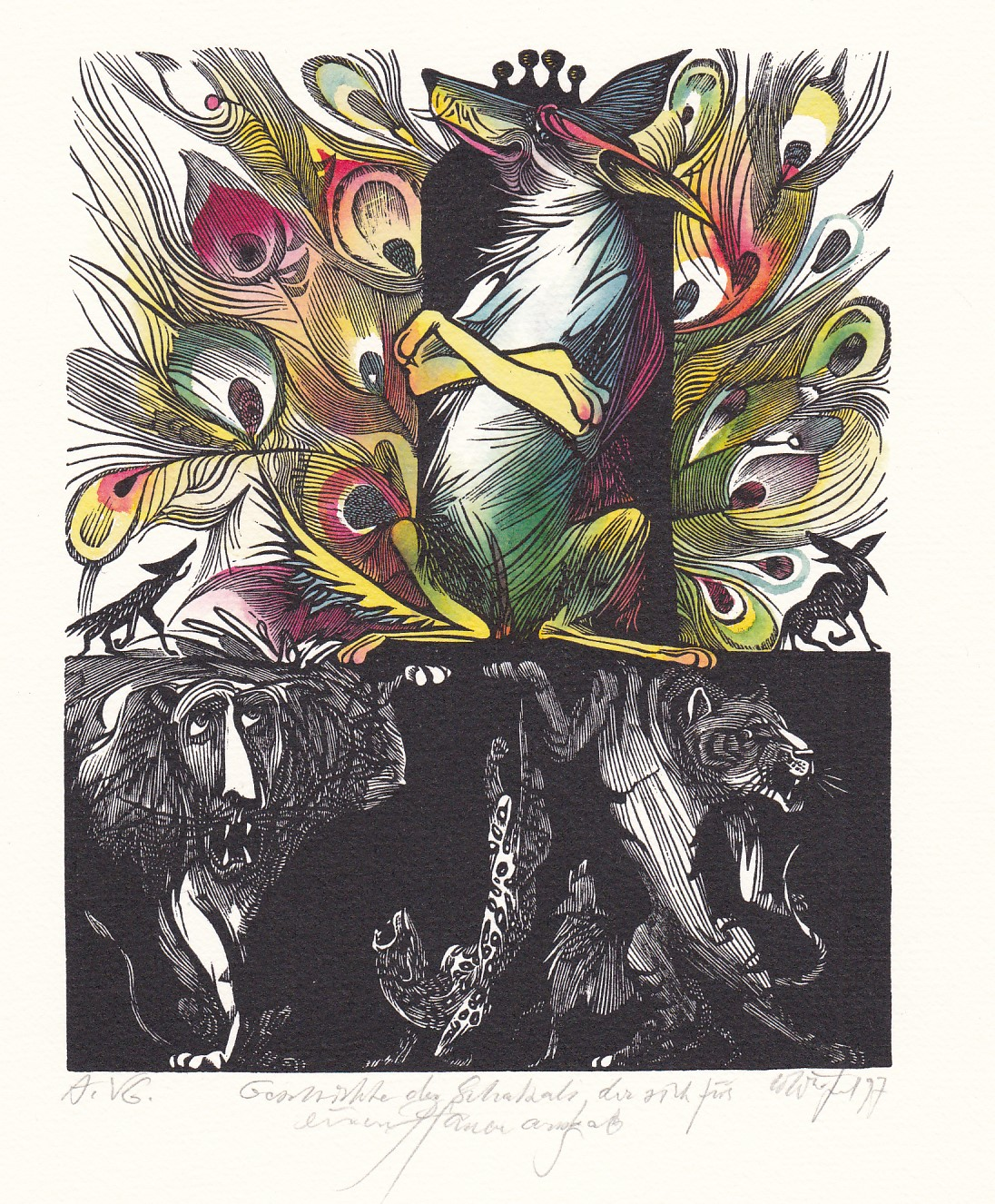
Holzstich von Wolfgang Würfel mit dem Titel: Geschichte des Schakals, der sich für einen Pfau ausgab.

Er war zwei Mal verheiratet. Aus der ersten Ehe hatte er zwei Töchter und aus der zweiten Ehe einen Stiefsohn.

## Rezeption
„Wolfgang Würfels Illustrationen sind von barocker Fülle, aber diese Fülle ist sorgsam durch die Zeichenfeder oder den Stichel diszipliniert und duldet keinen Überschwang. Auch in virtuosen Gesten verliert der Zeichner nicht die Konzentration, auch in der Fülle nicht das Gespür fürs Wesentliche.“

„Von Zeit zu Zeit verdient sich ein Illustrator eine Bühne, von der er einiges frisch und vital zu geben vermag, und, mit diesem bemerkenswerten Anspruch auf die Ausdruckskraft des Holzstiches, Wolfgang Würfel, im Herbst seiner Karriere, ist solch ein Künstler.“

„Märchenhafter Zauber und auch mal bittere Blicke auf menschliche Hässlichkeit, romantische, aber auch recht deftige Fantasien finden sich manchmal in einem einzigen Bild.Aber trotz aller Fülle sind seine Bilder niemals schwer. Immer begegnen sie dem Betrachter mit charmanter, ja spielerisch anmutender Leichtigkeit, so als wären die Linien, die Schatten, die Formen und Farbnuancen von selbst entstanden.“

## Werke (Auswahl)

### Buchillustrationen
- Gottfried August Bürger: Wunderbare Reisen zu Wasser und Lande des Freyherrn von Münchhausen. Aufbau-Verlag, Berlin, 1958
- Erich Kästner: Die verschwundene Miniatur oder auch Die Abenteuer eines empfindsamen Fleischermeisters. Eulenspiegel Verlag, Berlin, 1965
- Hanna-Heide Kraze: Heimliche Briefe. Union-Verlag, Berlin, 1965
- Moritz August von Thümmel: Wilhelmine. Ein prosaisch-komisches Gedicht. Union-Verlag, Berlin, 1966
- Theodor Storm: Renate. Historische Novellen. Buchverlag der Morgen, Berlin, 1966
- Gottfried Keller: Das Sinngedicht. Verlag Neues Leben, Berlin, 1970
- Werner Heiduczek: Mark Aurel oder ein Semester Zärtlichkeit. Verlag Neues Leben, Berlin, 1971
- Heinz Knobloch: Rund um das Buch. Offizin Andersen Nexö, Leipzig, 1974 (Minibuch in zwei Bänden)
- Conrad Ferdinand Meyer: Der Heilige. Novelle. Union-Verlag, Berlin, 1973
- Werner Heiduczek: Der kleine häßliche Vogel, Der Kinderbuchverlag, Berlin 1973
- Jochen Hauser: Johannisnacht. Union Verlag, Berlin, 1974
- Manfred Blechschmidt (Hg.): Die silberne Rose. Europäische Bergmannssagen. Greifenverlag, Rudolstadt, 1974
- Rainer Kirsch: Wenn ich mein rotes Mützchen hab. Der Kinderbuchverlag, Berlin, 1974
- Regina Hänsel: Siebenschön und viele andere Märchen. Der Kinderbuchverlag, Berlin, 1975
- Heinz Knobloch: Das Lächeln der Zeitung; Mitteldeutscher Verlag, Halle, 1975
- Ruth Werner: Der Gong des Porzellanhändlers. Verlag Neues Leben, Berlin, 1976
- Günther Cwojdrak: Vom pludrigen Hosenteufel. Buchverlag Der Morgen, Berlin, 1976
- Wolf Spillner: Die Vogelinsel. Der Kinderbuchverlag, Berlin, 1976
- Ruth Werner: Vaters liebes gutes Bein. Der Kinderbuchverlag, Berlin, 1977
- Sonja Schnitzler und Werner Hirte: Verflucht und zugenäht. Schimpfwörter aus unserer lieben Muttersprache nebst einem Anhang. Eulenspiegel-Verlag, Berlin, 1977
- Frank Weymann: Der Erbe. Verlag Neues Leben, Berlin, 1978
- Wolfgang Rincker: Verbrechen an einem Unschuldigen. Greifenverlag, Rudolstadt, 1979
- Allen Marshall: Erzähl uns doch vom Truthahn. Verlag Neues Leben, Berlin, 1979
- Inge von Wangenheim: Spaal. Greifenverlag, Rudolstadt, 1981
- Edith Bergner: Unterwegs mit Onkel Sigha. Der Kinderbuchverlag, Berlin, 1981
- Günter Görlich: Das Mädchen und der Junge. Der Kinderbuchverlag, Berlin, 1981
- Johann Wolfgang von Goethe: Der neue Paris. Märchen und Erzählungen. Der Kinderbuchverlag, Berlin, 1982
- Anneliese Probst: Unterwegs nach Gutwill. Union Verlag, Berlin, 1982
- Horst Bastian: Drei Welten auf einem Stern. Verlag Junge Welt, Berlin, 1983
- Winfried Völlger: Der Honigtopf. Postreiter-Verlag, Halle, 1984
- Wilhelm Hauff: Das kalte Herz und andere Märchen. Der Kinderbuchverlag, Berlin, 1984
- Günther Cwojdrak: Wortwechsel. Eulenspiegel Verlag, Berlin, 1985
- Anne Geelhaar: Die Puppe im Moos. Verlag Junge Welt, Berlin, 1986
- Heinz Knobloch: Nicht zu verleugnen. Feuilletons. Mitteldeutscher Verlag, Leipzig, 1985
- Gottfried Keller: Romeo und Julia auf dem Dorfe. Verlag Neues Leben, Berlin, 1986
- Werner Heiduczek: Dulittls wundersame Reise. Der Kinderbuchverlag, Berlin, 1986
- Theodor Storm: Feuermann und Regentrude. Der Kinderbuchverlag, Berlin, 1986
- Werner Heiduczek: Der kleine hässliche Vogel. Eine Bilderbucherzählung. Der Kinderbuchverlag, Berlin,  1987
- Maria Seidemann: Rosalie. Der Kinderbuchverlag, Berlin, 1988
- Clara Asscher-Pinkhof: Sternkinder. Der Kinderbuchverlag, Berlin, 1989
- Joachim Ringelnatz: Kleine Wesen. Altberliner Verlag Lucie Groszer, Berlin, 1989
- Regina Hänsel: Märchenwelt. Viele schöne Märchen von bekannte und unbekannten Dichtern. Der Kinderbuchverlag, Berlin, 1990
- Eberhard Panitz: Das Lächeln des Herrn O.  Hundert Geschichten zur Zeit. Dietz Verlag, Berlin, 1994
- Heinz Knobloch: Berlins alte Mitte. Rund um den Lustgarten. Geschichte zum Begehen. Jaron-Verlag, Berlin 1996

### Filmplakate
- Die Höhe (1957)[1]
- Sonntagsfreunde (1957)
- Die Straße ist voller Überraschungen. (1958)

### CD-Cover, Booklet
- SEELENBINDER: Album The Happy Cadavres, 1993. Produziert von Danse-Macabre-Studios. Stilrichtung Gothic Rock. Coverartwork Würfel/Seipel/Martens.

### Editionen von Originalgraphik
- Heinrich Heine: Des Weibes Leib ist ein Gedicht. Mappe mit 5 Holzstichen (Kleingraphik).  Verlag Karl Quarch, Leipzig, 1978
- Hurtig! Hurtig schenkt mir ein. Mappe mit 5 Holzstichen (Kleingraphik) mit Versen von Gotthold Ephraim Lessing. Verlag Karl Quarch, Leipzig, 1978
- Johann Wolfgang von Goethe: Chinesisch-Deutsche Jahres- und Tageszeiten. Mappe mit 11 Holzstichen. Verlag Karl Quarch, Leipzig, 1982

### Tafelbilder
- Zirkuspferd (Öl auf Fotokarton, 40 × 51 cm, vor 1988)

## Ausstellungen (unvollständig)
- 1957 und 1976: Bezirkskunstausstellungen Berlin
- 1958/59, 1962/63, 1972/73 und 1977/78: Deutsche Kunstausstellungen bzw. Kunstausstellungen der DDR, Dresden

- 1966: Graphik-Biennale, Brno, Tschechien (auch 1972, 1980)
- 1969: Druckgrafik, Berliner Stadtbibliothek.
- 1973: Galerie hl. Města Prahy, Městská knihovna v Praze, Prag, Tschechien.
- 1975: Galerie am Prater, Berlin
- 1976: Kreisheimatmuseum Perleberg.
- 1977: Ausstellung anlässlich der Tage der Kinder- und Jugendliteratur, Leipzig, Pavillon am Sachsenplatz.
- 1979: „Die Buchillustrationen in der DDR. 1949 – 1979“, Berlin, Ausstellungszentrum am Fernsehturm
- 1978: Holzstiche und Ölgrafiken, Kleine Galerie, Wittenberg.
- 1981: Buchkunstausstellung, Perleberg, mit Sonderstempel der Deutschen Post nach einem Motiv von Wolfgang Würfel
- 1981: „Bilder zur Literatur“. Kreiskulturhaus Berlin-Lichtenberg und Galerie in der Sophienstraße, Berlin.
- 1982: „Blätter zur Literatur“, Ölgrafiken und Zeichnungen, Fliesenwerke-Galerie, Boitzenburg/Elbe.
- 1983: Sammlung der Deutschen Staatsbibliothek, Berlin
- 1984: Biennal International d‘ il Lustració de Llibres per a infants. Barcelona, Spanien.
- 1988: Georg-Maurer-Galerie, Leipzig.
- 1988: Grafik zu Lyrik und Prosa, Boitzenburg/Elbe.
- 1991: Wolfgang Würfel – Bilder & Bücher. Haus am Lützowplatz, Berlin.
- 1992: Kreiskulturhaus Waren (Müritz).
- 1993: Wanderausstellung: „Buchgrafik & Illustration“. Kunsthalle Wilhelmshaven, Bergisch Gladbach, Kunstverein Uelzen
- 1994: „Buchgrafik und Illustration der späten DDR“. Galerie der Stadt Aschaffenburg, Kunstraum im Rathaus, Bibliothek der Hansestadt Lübeck.
- 1994: Galerie am Domhof, Zwickau.
- 1995: „Märchen und Mythen“, zeitgenössische Buch- und Druckgrafik. Gut Sandbeck, Osterholz-Scharmbeck.
- 1997: „Bilder & Bücher“, Galerie des Kulturhauses Wittenberge.
- 1997: Ausstellung zum 65. Geburtstag von Wolfgang Würfel. Dorotheenstädtische Kunststätte Dorothea, Berlin-Moabit
- 2003: Bilder zu und in Büchern. Literaturhaus Magdeburg
- 2005: „Quadrium“, Künstlern der Bundesländer Brandenburg, Niedersachsen, Mecklenburg-Vorpommern und Sachsen-Anhalt. Galerie Rolandswurt, Cumlosen.
- 2006: 7ème Triennale Mondiale d‘ Estampes petit format. Chamalieres, Frankreich.
- 2007: Alte Bischofsburg, Wittstock.
- 2007: „Würfeleien.“ Ausstellung zum 75. Geburtstag von Wolfgang Würfel. Dorotheenstädtische Buchhandlung, Berlin-Moabit.
- 2008: Arbeiten von Berliner Studenten der Hochschule für bildende und angewandte Kunst in Berlin-Weißensee. Schloss Wolfshagen.
- 2010: Galerie Rolandswurt, Cumlosen.[2]
- 2020: Berlin, Galerie Wolf & Galentz („Holzstich – Ausgewählte Druckgrafik aus Russland und Deutschland“)[3]

## Ehrungen
- 1971: Goldmedaille für Illustration Internationale Buchkunst-Ausstellung, Leipzig
- 1976: Certificate of Honor „Hans Christian Andersen“
- 1987: Hans-Baltzer-Preis des Kinderbuchverlags für Illustration
- 1962, 1963, 1965, 1968, 1971, 1972, 1975, 1976, 1979 und 1983: Ehrung im Wettbewerb Schönste Bücher der DDR